# پژوهشگاه علوم و فرهنگ اسلامی
پژوهشگاه علوم و فرهنگ اسلامی مرکز پژوهشی در مباحث علوم اسلامی وابسته به دفتر تبلیغات اسلامی حوزه علمیه قم است. این پژوهشگاه به همراه دانشگاه باقرالعلوم مجموعاً معاونت پژوهش و معاونت آموزش دفتر تبلیغات اسلامی حوزه علمیه قم هستند. نجف لک‌زایی استاد علوم سیاسی و معاون پژوهشی دفتر تبلیغات اسلامی حوزه علمیه قم، رئیس پژوهشگاه علوم و فرهنگ اسلامی است.

## پیشینه
این پژوهشگاه در سابق با نام معاونت پژوهشی دفتر تبلیغات اسلامی حوزه علمیه قم بود و در سال ۱۳۸۰ در ساختار جدید دفتر تبلیغات تصمیم بر این شد تا همه مراکز پژوهشی در یک پژوهشگاه ساماندهی شوند. در نهایت با تصویب چهار پژوهشکده در شورای عالی گسترش وزارت علوم، تحقیقات و فناوری در سال ۱۳۸۴ مجوز پژوهشگاه علوم و فرهنگ اسلامی اخذ شد.

## آثار و تولیدات
این پژوهشگاه تاکنون ۱۸۰ جایزه (۶۳ اثر نشر پژوهشگاه و ۱۱۷ اثر نشر بوستان کتاب) آثار برگزیده در جشنواره‌ها و مجامع علمی ایران کسب کرده‌است و در چهارمین جشنواره بین‌المللی فارابی در سال ۱۳۸۹، پژوهشگاه علوم و فرهنگ اسلامی، به عنوان مؤسسه برتر پژوهشی برگزیده شد. هم چنین در بیست و یکمین همایش کتاب سال حوزه در سال ۱۳۹۸ به‌عنوان مرکز پژوهشی برگزیده انتخاب شد.

## پژوهشکده‌ها و مراکزِ پژوهشگاه
1. پژوهشکده تاریخ و سیره اهل بیت(ع)؛
2. پژوهشکده علوم و اندیشه سیاسی؛
3. پژوهشکده فقه و حقوق؛
4. پژوهشکده فلسفه و کلام؛
5. پژوهشکده مهدویت و آینده پژوهی؛
6. پژوهشکده مدیریت اطلاعات و مدارک اسلامی؛
7. پژوهشکده  فرهنگ و معارف قرآن؛
8. مرکز احیای آثار اسلامی؛
9. پژوهشکده  مطالعات اجتماعی و تمدنی؛
10. پژوهشکده اخلاق و معنویت؛
11. پژوهشکده الهیات و خانواده اصفهان؛
12. پژوهشکده اسلام تمدنی
13. مرکز همکاری‌های علمی و بین‌الملل

## گروه‌های علمی
1. سازماندهی اطلاعات و مدارک
2. اشاعه اطلاعات و دانش
3. الهیات تطبیقی
4. اخلاق اجتماعی
5. مطالعات خانواده
6. کتاب‌شناسی و نسخه‌شناسی
7. تصحیح و احیای آثار اسلامی
8. مطالعات تمدنی
9. مطالعات فرهنگی اجتماعی
10. مسائل فقهی و حقوقی
11. فقه کاربردی
12. حکمت و کلام جدید
13. قرآن و مطالعات اجتماعی
14. هنر و تمدن اسلامی
15. فلسفه سیاسی
16. فقه سیاسی
17. علوم سیاسی
18. تدوین سازمان‌های دانش
19. جریان‌شناسی مهدویت
20. آینده پژوهی
21. دین و دینداری
22. فلسفه
23. کلام
24. فلسفه اخلاق
25. اخلاق تربیت
26. اسلام و مطالعات معنویت
27. فلسفه فقه و حقوق
28. دانش‌های وابسته به فقه
29. دائره المعارف‌های قرآنی
30. فرهنگ نامه‌های قرآنی
31. تفسیر قرآنی
32. علوم قرآنی
33. مطالعات تطبیقی
34. تاریخ تشیع
35. سیره اهل بیت (ع)
36. فرهنگ و تمدن اسلامی
37. دانشنامه اهل بیت (ع)
38. مهدویت پژوهی

## مجلات تخصصی پژوهشگاه
مجلات تخصصی که پژوهشگاه آن‌ها را منتشر می‌کند عبارت‌اند از:
1. مجله نقد و نظر
2. فصلنامه حوزه
3. فصلنامه فقه
4. فصلنامه اسلام و مطالعات اجتماعی
5. فصلنامه مطالعات علوم قرآن
6. دو فصلنامه مطالعات سیاسی اسلام
7. دو فصلنامه مدیریت دانش اسلامی
8. فصلنامه تخصصی اخلاق
9. دو فصلنامه پژوهشی پژوهشی‌های  عقلی نوین
10. دو فصلنامه علمی ترویجی سیره پژوهی اهل بیت ع
11. فصلنامه تخصصی مطالعات ادبی متون اسلامی
12. مجله آئینه پژوهش (دو ماهنانه نقد کتاب، کتابشناسی و اطلاع‌رسانی در حوزه فرهنگ اسلامی)
13. فصلنامه  مطالعات قرآنی

## پایگاه‌ها

### پایگاه‌های اطلاع‌رسانی
1. پژوهشگاه علوم و فرهنگ اسلامی[پیوند مرده] (4 زبانه و در حال افزایش تعداد زبان‌ها)؛
2. دبیرخانه قطب‌های فکری و فرهنگی؛
3. رادیو پژوهش هدف از تأسیس رادیو پژوهش دسترسی آسان به فایل‌های صوتی همایش‌ها، کرسی‌های مختلف و نشست‌های علمی است.

### پایگاه‌های پژوهشی
1. پرتال نشریات؛
2. پرتال جامع علوم و معارف قرآن؛
3. دانشنامه اهل بیت (علیهم السلام)؛
4. پایگاه مدیریت اطلاعات علوم اسلامی؛
5. کتابخانه دیجیتال؛
6. ویکی علوم اسلامی؛

## اپلیکیشن‌های همراه
1. قرآن سراج
2. کتابخوان همراه پژوهان
3. اپلیکیشن اطلاع‌رسانی پژوهشگاه
4. دائره‌المعارف قرآن کریم
5. فرهنگ قرآن
6. پرسمان‌های قرآنی

## محصولات نرم‌افزاری
1. دانشنامه جامع معارف قرآن: جامع‌ترین فرهنگ موضوعی قرآن حاوی اطّلاعات تفسیر راهنما، فرهنگ قرآن و فرهنگ موضوعی تفاسیر؛
2. دانشنامه موضوعی مقالات قرآنی: حاوی متن کامل ۱۰۰۰۰ مقاله در زمینه علوم و معارف قرآن؛
3. شجره طوبی (کتابخانه دیجیتالی آثار پژوهشکده فرهنگ و معارف قرآن)؛
4. نرم‌افزار فرهنگ موضوعی تفاسیر؛
5. نرم‌افزار پرسمان‌های قرآنی؛
6. نرم‌افزار «گنجینه مهدویت در قرآن و حدیث»؛
7. نرم‌افزار مطهر؛
8. نرم‌افزار خطیب؛
9. نرم‌افزار نجم؛
10. نرم‌افزار پایگاه تخصصی اصول فقه؛
11. نرم‌افزار پایگاه تخصصی علوم قرآنی؛
12. نرم‌افزار التمهید.

## کرسی‌ها و نشست‌های علمی
1. کرسی نقد و ترویجی: ۵۰۲ کرسی
2. نشست‌های علمی: ۱۵۳۴ نشست علمی
3. کرسی‌های تخصصی :۳ کرسی
4. عدل شبکه‌ای؛
5. امنیت متعالیه؛
6. قاعده نفی ظلم در فقه.

## همایش‌های پژوهشگاه

### همایش‌های بین‌المللی
1. ادیان توحیدی (هشت همایش) ؛۱۳۹۵؛
2. امام مهدی (عج) و آینده جهان در کشور عراق؛ ۱۳۹۱؛
3. قرآن و مسائل جامعه معاصر با همکاری سازمان فرهنگ و ارتباطات اسلامی؛ ۱۳۸۵؛
4. آموزه‌های دینی و مسئلهٔ نفس و بدن ؛۱۳۸۹؛
5. علامه سید عبد الحسین شرف الدین ؛۱۳۸۴؛
6. شهیدین؛ ۱۳۸۹ بیروت؛
7. علامه محمد جواد بلاغی؛ ۱۳۸۶؛
8. آخوند خراسانی؛ ۱۳۹۱؛
9. سیمای جوان در ادیان توحیدی؛ ۱۳۹۶؛
10. گفتگوهای فرهنگی ایران و جهان عرب؛ ۱۳۹۶؛
11. سیره و زمانه امام هادی (علیه السلام) ؛۱۳۹۶؛
12. علامه معرفت (ره)؛ ۱۳۹۶؛
13. علامه کاشف الغطاء با موضوع: بررسی اندیشه‌های کلامی و رونمایی از موسوعه علامه کاشف الغطاء (آثار کلامی)؛ ۱۳۹۶؛
14. اسلام و حقوق بشر دوستانه؛ ۱۳۹۱؛ (با همکاری دبیرخانه منطقه‌ای صلیب سرخ)
15. سبط النبی (ص)؛ امام حسن (ع)؛ ۱۳۹۳؛
16. امام سجاد (ع)؛ ۱۳۹۴؛
17. ابن الرضا؛ امام جواد (ع)؛ ۱۳۹۵؛
18. عدالت و اخلاق در مکتب اهل بیت (علیهم‌السلام) با تأکید بر سیره و آموزه‌های امام رضا (ع)؛
19. ترجمه قرآن؛ ۱۳۹۳.

### همایش‌های ملی
1. سیره سیاسی و حکومتی پیامبر اعظم (ص) ؛۱۳۸۵؛
2. سیاست متعالیه از منظر حکمت متعالیه؛ ۱۳۸۷؛
3. وحدت اسلامی و امنیت ملی؛ ۱۳۸۹؛
4. روحانیت و انقلاب اسلامی؛ ۱۳۹۴؛
5. گفتگو برای زندگی: بررسی تجربه امام موسی صدر؛ ۱۳۹۴؛
6. بررسی ابعاد سیاسی حقوقی فاجعه منا ؛۱۳۹۵؛
7. مناسبات نسل جوان و روحانیت ؛۱۳۸۸؛
8. اصطلاح نامه و کاربردهای آن در محیط الکترونیکی؛ ۱۳۸۶؛
9. گفتمان مهدویت (ده گفتمان با موضوعات مرتبط با مهدویت)۱۳۸۷–۱۳۷۸؛
10. حجاب، مسئولیت‌ها و اختیارات دولت اسلامی؛ ۱۳۸۶؛
11. فقه قرائت با همکاری شورای عالی قرآن ؛۱۳۹۴؛
12. حوزه انقلابی و مسئولیت‌های ملی و فراملی؛ ۱۳۹۶؛
13. علامه معرفت (ره)؛ ۱۳۹۶؛
14. کنگره آیت الله مظاهری ۱۳۹۵؛
15. عرفان اسلامی از نگاه امام خمینی، بنیادها و دستاوردها؛ ۱۳۹۴؛
16. مبانی مدارای دینی و مذهبی و الگوی امام موسی صدر؛ ۱۳۹۳؛
17. ضرورت فلسفه در جهان معاصر؛ ۱۳۹۳؛
18. همدلی و همزبانی در سیره رضوی؛ ۱۳۹۳؛
19. بانوان تأثیر گذار در فرهنگ رضوی؛ ۱۳۹۴؛
20. عفاف و حجاب در بیمارستان‌ها و مراکز درمانی؛ ۱۳۹۶؛
21. بررسی آرای تفسیری علامه معرفت؛ ۱۳۹۶؛
22. اولین کنفرانس حکمرانی و سیاستگذاری عمومی ؛۱۳۹۶؛
23. ناجا و تمدن نوین اسلامی؛ ۱۳۹۶؛
24. فلسفه فقه اطلاعاتی؛ ۱۳۹۶؛
25. اختلالات روانی در مدعیان مهدویت؛ ۱۳۸۸؛
26. شبیه‌سازی و چالش‌های فقهی و حقوقی آن؛ ۱۳۸۴؛
27. چشم‌انداز دانش سیاسی در ایران؛ ۱۳۸۹؛
28. قرآن و جامعه معاصر؛ ۱۳۸۵؛
29. دانش اجتماعی در اندیشه متفکران مسلمان؛ ۱۳۹۰؛
30. ولایت و قضاوت زنان؛ ۱۳۹۰؛
31. بزرگداشت حاج شیخ عباس قمی؛ ۱۳۸۹؛
32. حوزه، رسانه و ارتباطات؛ ۱۳۹۱؛
33. حکیم طهران؛ ۱۳۹۷؛
34. فلسفه اخلاق ؛۱۳۹۴؛
35. اقتدار و سرافرازی ؛۱۳۸۸؛
36. انسان، جامعه، سلامت؛ ۱۳۹۵؛
37. فضای مجازی پاک؛ ۱۳۹۵.

## جوایز
پژوهشگاه علوم و فرهنگ در طی سالیان دراز جوایز متعددی را کسب نموده‌است و آخرین مورد آن انتخاب استاد نجف لک زایی ریاست محترم پژوهشگاه علوم و فرهنگ اسلامی به عنوان نظریه‌پرداز برجسته در یازدهمین دوره جشنواره فارابی در مرداد ۱۳۹۹ می‌باشد.
در ذیل به برخی از آن‌ها اشاره می‌نماییم:
1. مؤسسه برتر پژوهشی در چهارمین جشنواره بین‌المللی فارابی؛ ۱۳۸۹؛
2. ناشر برگزیده در ۸ دوره کتاب سال حوزه؛
3. کسب مقام نخست در برگزاری کرسی‌های نقد و ترویجی در میان مراکز و موسسات آموزشی و پژوهشی کشور در سال ۱۳۹۶؛
4. تعداد آثار برگزیده پژوهشگاه در جشنواره بین‌المللی فارابی: ۵ اثر؛
5. نقش تقیه در استنباط احکام؛ نعمت‌اللَّه صفری؛ شایسته تقدیر در جشنواره بین‌المللی فارابی؛ ۱۳۸۹؛
6. جایگاه مبانی کلامی در اجتهاد؛ سعید ضیائی‌فر؛ رتبه سوم در چهارمین جشنواره بین‌المللی فارابی؛ ۱۳۸۹؛
7. مدارای بین مذاهب؛ سیدصادق حسینی تاشی؛ شایسته تقدیر در جشنواره بین‌المللی فارابی؛ ۱۳۸۹؛
8. نظارت بر قدرت در فقه سیاسی؛ سیدسجاد ایزدهی؛ شایسته تقدیر در جشنواره بین‌المللی فارابی؛ ۱۳۸۸؛
9. سقط جنین از دیدگاه اخلاقی؛ علیرضا آل بویه؛ رتبه سوم در سومین دوره جشنواره فارابی؛ ۱۳۸۸.
10. بیش از ۲۰۰ اثر پژوهشگاه در جشنواره‌های مختلف از جمله کتاب سال حوزه، کنگره دین‌پژوهان کشور، کتاب فصل جمهوری اسلامی ایران، کتاب سال دانشجویی و… برگزیده شده‌است.

## برخی از پژوهشگران و مترجمان
مصطفی ملکیان
کمال حزباوی